# Фрумкин, Наум Соломонович
Наум Соломонович Фрумкин (28 ноября 1905 года — 21 апреля 1998 года) — советский военный разведчик, полковник, участник Великой Отечественной войны.

## Биография
Наум Соломонович Фрумкин родился 28 ноября 1905 года в городе Екатеринославе (ныне — Днепр, Украина). В мае 1921 года был призван на службу в Рабоче-Крестьянскую Красную Армию. В 1924 году окончил 4-е пехотные курсы в городе Могилёве, в 1929 году — Киевскую военную школу связи имени М. И. Калинина, в 1932 году — курсы усовершенствования командного состава по разведке при Разведывательном управлении Штаба Рабоче-Крестьянской Красной Армии. С 1932 года занимал должность помощника начальника Разведывательного отдела штаба Морских сил Чёрного моря. В 1934 году окончил специальное агентурное отделение Курсов усовершенствования командного состава по разведке и был направлен в Разведывательный отдел Штаба Северного флота на должность начальника морского приграничного разведывательного пункта. С июня 1937 года служил на Балтийском флоте в качестве сначала помощника, затем заместителя начальника отделения Разведывательного отдела. В октябре 1939 года переведён в Разведывательное управление Военно-морского флота СССР, возглавив один из его отделов. В этой должности Фрумкин встретил начало Великой Отечественной войны.
С июля 1941 года Фрумкин возглавлял Разведывательный отдел Штаба Балтийского флота. Руководил всей оперативной и агентурной работой флотской разведки в начальный период обороны Ленинграда. Вложил много труда в дело добычи ценных разведывательных материалов. В сентябре 1941 года командовал разведывательным отрядом, высадившимся на берег Ладожского озера в ночь с 23 на 24 сентября 1941 года. По причине вышедшей из строя рации Фрумкин принял решение идти на прорыв и соединение со своими частями. 4 моряка погибли, 2 были ранены, однако отряду удалось добраться до штаба армии и сообщить полученные сведения.
В сентябре 1942 года Фрумкин был назначен начальником Разведывательного отдела Штаба Каспийской военной флотилии. В августе 1943 года возглавил Училище подготовки командиров штабной службы ВМФ СССР. В августе 1944 года возвращён в военно-морскую разведку, вплоть до конца войны являлся заместителем по агентуре начальника Разведывательного управления Главного морского штаба Военно-морского флота СССР. Владеющий немецким языком, он участвовал в допросах главных нацистских военных преступников — подсудимых Нюрнбергского процесса; особенно командующих гитлеровских флотом — К. Дёница и Э. Редера. После окончания войны продолжал службу на флоте, был сотрудником Научно-технического комитета Военно-морских сил, редакции Морского атласа Министерства обороны СССР. В 1947 году окончил Высшие исторические классы при Военно-морской академии имени К. Е. Ворошилова. В мае 1963 года в звании полковника Фрумкин вышел в отставку. Проживал в Москве. Умер 21 апреля 1998 года, похоронен на Донском кладбище Москвы.

## Награды
- Орден Ленина (5 ноября 1946 года);
- 3 ордена Красного Знамени (14 июня 1942 года, 3 ноября 1944 года, 27 декабря 1951 года);
- Орден Отечественной войны 1-й степени (8 июля 1945 года);
- Орден Отечественной войны 2-й степени (6 апреля 1985 года);
- Орден Красной Звезды;
- Медали.